# ハートビート・シティ
『ハートビート・シティ』（Heartbeat City）は、アメリカのロックバンド、カーズの5枚目のスタジオ・アルバム。同バンドのリリースしたアルバムの中で最も商業的成功を収めている。
前々作『パノラマ』、前作『シェイク・イット・アップ』に比べ、全体的によりポップな仕上がりになっている。『ラジオ&レコーズ』の年間アルバムチャートでは1位を獲得している。シングルでも「ドライヴ」「Hello Again」「マジック」「ユー・マイト・シンク」がトップ20に入るなど、ヒットを量産している。

## 収録曲
特記したものを除き、全てリック・オケイセックの作詞・作曲。
1. ハロー・アゲイン - "Hello Again" - 3:47
2. ルッキン・フォー・ラヴ - "Looking For Love" - 3:52
3. マジック - "Magic" - 3:57
4. ドライヴ - "Drive" - 3:55
5. ストレンジャー・アイズ - "Stranger Eyes" - 4:26
6. ユー・マイト・シンク - "You Might Think" - 3:04
7. イッツ・ナット・ザ・ナイト - "It's Not The Night" - 3:49（グレッグ・ホークス／オケイセック）
8. ホワイ・キャント・アイ・ハヴ・ユー - "Why Can't I Have You" - 4:04
9. アイ・リフューズ - "I Refuse" - 3:16
10. ハートビート・シティ - "Heartbeat City" - 4:31

## パーソネル

### カーズ
- リック・オケイセック (Ric Ocasek) – ボーカル (リードボーカル - 1、2、3、6、8、9、10)、リズムギター
- ベンジャミン・オール (Benjamin Orr) – ボーカル (リードボーカル - 4、5、7)、ベース
- エリオット・イーストン (Elliot Easton) – リードギター、バック・ボーカル
- グレッグ・ホークス (Greg Hawkes) – キーボード、バック・ボーカル、フェアライトCMIプログラミング
- デヴィッド・ロビンソン (David Robinson) – ドラム、パーカッション

### アディショナル・ミュージシャン
- アンディ・トペカ (Andy Topeka) – フェアライトCMIプログラミング